# Johan Pieter van Woensel
Johan Pieter van Woensel (1789 – 1827 te Den Haag) was een Nederlands officier der Genie en Ridder in de Militaire Willems-Orde (12 mei 1823 voor het aanleggen van de versterkingen aan de Nederlandse Zuidgrens). Johan Pieter van Woensel diende van 1808 tot 1814 als luitenant en kapitein in het Hollandse en in het Franse leger en stierf als Nederlands kolonel.